# Maguanqiao
Maguanqiao (kinesiska: 马官桥, 马官桥街道) är en socken i Kina. Den ligger i prefekturen Shenyang Shi och provinsen Liaoning, i den nordöstra delen av landet, omkring 13 kilometer öster om provinshuvudstaden Shenyang. Antalet invånare är 43321. Befolkningen består av 23 209 kvinnor och 20 112 män. Barn under 15 år utgör 5,0 %, vuxna 15-64 år 85 %, och äldre över 65 år 8,0 %.
Genomsnittlig årsnederbörd är 994 millimeter. Den regnigaste månaden är juli, med i genomsnitt 213 mm nederbörd, och den torraste är januari, med 9 mm nederbörd.